# 大橋化学工業
大橋化学工業株式会社（おおはしかがくこうぎょう、英称：OHASHI CHEMICAL INDUSTRIES LTD.）は、大阪府茨木市畑田町に本社を置く、塗料の製造販売をおこなう企業である。1928年創業。

## 会社概要
建築用から芸術用まで合成樹脂を原料とした、各種塗料の製造販売をおこなう。主に芸術用、及び自動車向けに強い。
塗料メーカーの中では、日本ペイント、関西ペイントと同様、海外に早い段階から事業展開しており、主に中国に工場・事業所を多数開設している。
同社の創業者・大橋嘉一は、同社を創業した1928年に「大橋式特許焼付漆」を発明すると共に、この焼付漆の生産のために、当社の前身となる大橋焼付漆工業所を創立したことで知られる。また現代美術のコレクターとしても知られ、2000点に及ぶコレクションは国立国際美術館、奈良県立美術館、京都工芸繊維大学の3ヶ所に分けて、寄贈されている。